# Laura Macrì
Laura Macrì (Caltanissetta, 29 juni 1990) is een Italiaanse sopraan. Ze is bekend als zangeres van de symfonische deathmetalband MaYaN.

## Biografie
Macrì heeft gestudeerd aan de Conservatorio di Musica Statale V. Bellini di Caltanissetta, en heeft diverse muziekprijzen gewonnen. Na haar studie heeft ze met diverse opera's op de planken gestaan waaronder La bohème, Carmen en Le nozze di Figaro, daarnaast heeft ze getourd met de Italiaanse Tenor Andrea Bocelli. In 2011 deed was ze een van de gastmuzikanten op het debuutalbum van MaYaN, in 2013 werd bekend dat ze vast bandlid was geworden van deze band. Macrì bracht in 2017 haar eerste soloalbum Terra uit. Met MaYaN heeft ze twee studioalbums uitgebracht. 
Laura Macrì heeft een relatie met de Nederlandse gitarist Mark Jansen (bekend van After Forever, Epica, MaYaN en United Metal Minds), met hem heeft ze een dochter,, Ilse genaamd, die geboren is op 12 november 2013.

## Discografie

### Studioalbums
- Terra (2017)

#### Singles
| Jaar | Nummer           | Album |
| ---- | ---------------- | ----- |
| 2014 | Ancora una volta | Terra |
| 2014 | Viva la vita     | Terra |
| 2015 | Sempre           | Terra |

### Gastverschijningen
- MaYaN (hier is ze later een vast lid van geworden) - op het album Quaterpast, in de liedjes "The Savage Massacre - In the Eyes of the Law: Pizzo", "Essenza di te" en "Celibate Aphrodite"
- Epica - op het album Requiem for the Indifferent, als zangeres in het koor
- Moonlight Haze - op het album De Rerum Natura, in het lied "Time" (ook met Mark Jansen)
- Temperance - op het album Viridian, in het liedje "The Cult of Mystery"

- MusicBrainz: 291d1622-f28d-4169-915f-324f70ffcfe8